# Sadlenko
Sadlenko – przysiółek wsi Sadlno, położonej w województwie zachodniopomorskim, w powiecie gryfickim, w gminie Trzebiatów.
Według danych z 28 lutego 2009 przysiółek miał 43 mieszkańców, z czego 35 stanowili dorośli, a 8 osoby poniżej 18. roku życia.
Do przysiółka prowadzi droga powiatowa nr 0117Z Rogoziny i Sadlna.
Sadlenko wraz z wsią Sadlno tworzą wspólnie "Sołectwo Sadlno".
W latach 1946–1998 miejscowość administracyjnie należała do województwa szczecińskiego.